# Julius Stein
Julius Stein (* 12. Juli 1813 in Naumburg an der Saale; † 30. Juli 1889 in Breslau) war ein deutscher linksliberaler und demokratischer Journalist und Politiker. 

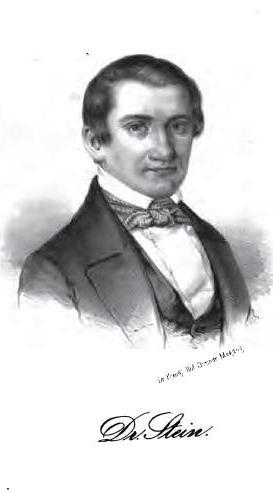
Julius Stein

## Leben
Stein, Sohn eines Naumburger Knopfmachermeisters, besuchte von 1826 bis 1833 das Naumburger Domgymnasium, hat von 1833 bis 1837 in Leipzig und Breslau Philologie studiert und wurde im Februar 1838 mit einer historischen Dissertation in Breslau zum Dr. phil. promoviert. Während seines Studiums wurde er 1833 Mitglied der Alten Leipziger Burschenschaft und 1837 Mitglied der Alten Breslauer Burschenschaft der Raczeks. Anschließend war er von 1838 bis zu seiner Amtsenthebung 1849 bzw. zu seinem Ausschluss aus dem Schuldienst 1854 als ordentlicher Lehrer in der Breslauer Höheren Bürgerschule, Realschule am Zwinger, tätig. 1842 nahm er mit regierungskritischen Beiträgen in der Schlesischen Zeitung als Liberaler den Kampf gegen das preußische Reaktionssystem auf, forderte Pressefreiheit, Öffentlichkeit und Mündlichkeit des Gerichtsverfahrens sowie die Einführung einer Verfassung und eines gewählten Parlaments. Er befasste sich in der zweiten Hälfte der vierziger Jahre zugleich mit der sozialen Frage, wirkte aktiv in der 1845 gegründeten Breslauer städtischen Ressource und näherte sich vor der Revolution zunehmend demokratischen Positionen.
Während der Revolution von 1848/49 wirkte er führend in der schlesischen Demokratie und war Mitglied der preußischen Nationalversammlung, wo er der entschiedenen Linken angehörte, und der Zweiten Preußischen Kammer von 1849. Nach den militärischen Gewaltakten in Schweidnitz wurde Stein von einer Delegation aus der Stadt aufgefordert, die militärischen Exzesse in der Nationalversammlung anzusprechen. Stein stellte am 9. August 1848 den nach ihm benannten Antrag Stein. Dieser bestand aus drei Punkten: 1. Das Kriegsministerium sollte die Offiziere anweisen, sich allen reaktionären Bestrebungen fernzuhalten, alle Konflikte mit den Bürgern zu vermeiden und, mit diesen vereinigt, zu streben für die Ordnung und Freiheit des Landes. 2. Eine Untersuchungskommission der Nationalversammlung sollte die Vorkommnisse untersuchen. 3. Die beteiligten Einheiten sollten aus der Stadt abgezogen werden. Der Antrag wurde mit großer Mehrheit angenommen und teilweise noch verschärft. Er führte nach einer nochmaligen Forderung der preußischen Nationalversammlung vom 7. September, ihren Beschluss durchzuführen, zum Sturz des Kabinetts um Rudolf von Auerswald und David Hansemann, da die Regierung sich weigerte, den Erlass herauszugeben. Das folgende Kabinett unter Ernst von Pfuel führte den Beschluss aus. 
In den Auseinandersetzungen zwischen dem Berliner Parlament und dem Ministerium von Brandenburg im November 1848 gehörte Stein zu den Steuerverweigerern. Nach der Auflösung der Nationalversammlung und mit den Neuwahlen wurde Stein im Februar 1849 Mitglied in der zweiten Kammer des preußischen Landtages und gehörte dort der äußersten Linken an. Im Frühjahr 1849 kam es in Breslau im Rahmen der Reichsverfassungskampagne zu Protesten gegen die gegenrevolutionären Entwicklungen. Auf einer großen Volksversammlung Anfang Mai sprach auch Stein und forderte den Magistrat auf, sich für die Reichsverfassung auszusprechen. Der Einsatz von Militär führte am 6. und 7. Mai 1849 zu Barrikadenkämpfen in der Stadt. Angeklagt der intellektuellen Verleitung zum Aufruhr wurde Stein im so genannten Maiprozess von 1850 gegen die Teilnehmer des Breslauer Maiaufstands zwar freigesprochen, war jedoch wegen seiner demokratischen Ansichten und Aktivitäten 1849 sofort amtssuspendiert und 1854 aus dem Schuldienst entlassen worden. Er verdiente den Lebensunterhalt seiner großen Familie fortan als Hauslehrer und Besitzer eines Papierladens, wirkte zugleich und vor allem aber als Journalist weiter politisch. In den frühen 1850er Jahren war er bereits Redakteur und Mitherausgeber der demokratischen Neuen Oder-Zeitung, die Ende 1855 ihr Erscheinen einstellen musste. 1858 wurde er Mitarbeiter der Breslauer Zeitung und stieg 1862 zum Chefredakteur auf, der er bis Oktober 1885 blieb. Die Zeitung war damals das wichtigste Blatt der Stadt. Sie blieb lange Zeit auch zentral für die lokale linksliberale politische Parteipolitik.
Stein wurde seit den 1860er Jahren einer der wichtigsten Exponenten des Linksliberalismus in Schlesien bis in die Zeit von Otto von Bismarck hinein. Er gehörte der Fortschrittspartei an und war von 1861 bis 1879 Mitglied der Breslauer Stadtverordnetenversammlung. Er war „einer der tüchtigsten politischen Schriftsteller und Redakteure der Fortschrittspartei und jahrelang einer ihrer ersten Führer in Breslau“. Zusammen mit Moritz Elsner versuchte er die politische Spaltung des liberal-demokratischen Lagers zu verhindern. Beide gründeten einen nationaldemokratischen Verein.  Bis zu seinem Tod war er eine Symbolfigur der bürgerlichen Linken. „Bis 1880 gehörte er zu den Führern der liberalen Partei, eigentlich mehr dem linken Flügel der Nationalliberalen – Nationaldemokraten – als der Fortschrittspartei (Richtersche Linie) angehörend.“ In seinen letzten Jahren engagierte er sich stark in der Deutsch-freisinnigen Partei und gehörte dem Vorstand ihres Breslauer Wahlvereins an.

## Werke
- Geschichte der Stadt Breslau im neunzehnten Jahrhundert.  Eduard Trewendt, Breslau 1884, (Digitalisat)